# Relativ skrovlighet
Relativ skrovlighet är en dimensionslös hydroteknisk term som används främst i samband med rörströmning under hydrauliskt råa strömningsförhållanden. Rent matematiskt definieras den relativa skrovligheten som kvoten mellan den ekvivalenta sandskrovligheten och rörets innerdiameter.
{\displaystyle \epsilon ={\dfrac {k_{e}}{d}}}
där
є = Relativ skrovlighet (-)
ke = Ekvivalent sandråhet (m)
d = Rörets innerdiameter (m)

Betydelsen av den relativa skrovligheten upptäcktes av Johann Nikuradse och uttrycket finns med i både Nikuradse-Prandtls formel och Prandtl-Nikuradse-Colebrooks formel.